# 前田智徳
前田 智徳（まえだ とものり、1971年6月14日 - ）は、熊本県玉名市（旧玉名郡岱明町）出身の元プロ野球選手（外野手、右投左打）、野球解説者。現役時代の異名は「孤高の天才」。

## 経歴

### プロ入り前
岱明町立岱明中学校では軟式野球部で活躍。1987年、熊本工業高校に入学。2年時の春・夏、3年時の夏の計3回甲子園に出場。3年時の夏には主将・4番・中堅手として出場し、敗れた2回戦では最終打者（結果は一塁ゴロ）となった。また、高校の2学年後輩に塩崎真がいた。
3年時の甲子園大会後、熊工には西武ライオンズを除く11球団、前田の自宅にも異例の8球団のスカウトが挨拶に訪れ、中でも地元九州の福岡ダイエーホークスは上位指名を示唆するなど熱心だった。しかし同年11月に行われたプロ野球ドラフト会議ではダイエーからの指名はなく、広島東洋カープが4位で指名。前田は会見場でテレビ中継を見た後、1時間近く泣き続け、一旦プロ入りを拒否。何度訪問しても口を開かない前田に痺れを切らした宮川孝雄スカウトは、「ダイエーは指名しなかったが、俺達は（指名の）約束を守ったぞ。男だったら約束を守れ」と叱責、とつとつと打撃理論を語った。前田は宮川の人間性に惹かれて広島入りを決意。同年広島が指名した6名の選手のうち、入団が決定したのは前田が最後だった。
4位まで指名されなかった理由として、宮川は「ドラフト会議の前、カープを含む各球団に文書が出回った。後輩が他校の生徒に殴られたと知った前田が、単身その学校に乗り込んで仕返しをしたという内容だった。」と伝えている。
1989年のドラフト4位で広島に入団。

### 広島時代
1990年、公式戦初出場となる6月6日のヤクルトスワローズ戦では「6番・中堅手」で先発出場を果たし、二塁打を放つなど4打数2安打1打点を記録。
1991年は2月24日のロッテオリオンズとのオープン戦に先発出場し、5打数5安打（4二塁打）を残した。開幕戦は「1番・中堅手」で先発出場し、プロ入り第1号となる先頭打者本塁打を放った。長いプロ野球の歴史の中でもプロ初本塁打を開幕戦の初回先頭打者で飾ったのは前田のみである。一時は打撃不振に陥り先発落ちも経験するが、6月以降は2番に定着した。129試合に出場し、打率.271、14盗塁、30犠打の成績でチームの優勝に貢献。外野手としては史上最年少（19歳で開幕）でゴールデングラブ賞を受賞した。
1992年の開幕戦から6月3日まで2番を打っていたが、それ以降は主に3番を任される。シーズンを通じて全試合に出場し、打点王は逃したがラリー・シーツに次ぐリーグ2位の89打点、得点圏打率は.358を記録した。またリーグ5位の打率.308も残し、初めて打率を3割台に乗せた。これ以降規定打席に到達した年では1991年・2003年・2007年の3シーズン以外は打率3割以上を達成している。他に盗塁数18でリーグ4位、守備では刺殺数、補殺数ともにリーグトップを記録。外野手のベストナインに選ばれた。
1993年も2年連続となる全試合出場を果たし、リーグ3位タイの27本塁打、リーグ4位の打率.317（日本人選手中ではリーグ1位）、リーグ最多二塁打・最多塁打、OPS.945を記録するなど活躍した。この年の契約更改で球団に呼ばれた際に「背番号1（この年に現役を引退した山崎隆造が着けていた）は1年寝かせるからその後に（前田に着けることを）考えている」と球団の本部長から言われるが「自分は今の番号（背番号31）が気に入ってますので」と固辞する。しかし後日、再度球団に呼び出され、「（当時の）オーナー（松田耕平）が着けろと言ってるから着けろ」と言われて背番号1を着けることとなった。
1994年は開幕戦から4番に座るが、4月30日以降は3番に固定。同年シーズンはアロンゾ・パウエルと首位打者争いを繰り広げ、3厘差のリーグ2位の打率.321を記録し、本塁打はリーグ5位タイの20本塁打を残す。4年連続となるゴールデングラブ賞、3年連続となるベストナインを獲得した。
1995年は開幕から2試合連続本塁打を記録したが、この頃から勤続疲労等でアキレス腱の痛みが酷く毎試合テーピングは必須であった。好調だったスタートとは裏腹に打率もみるみる下がり、足の痛みも酷くなったこともあり普段するテーピングの数を倍にして挑んだ、5月23日の対ヤクルト7回戦の第1打席にて先発石井一久のストレートを打ちセカンドゴロ。一塁への走塁時に右アキレス腱を断裂する大怪我を負う。選手生命の危機に陥り、残りのシーズンを棒に振った。同年以降からアキレス腱断裂の怪我がプレーに大きな影響を及ぼすようになり、故障がちにもなった。
1996年の開幕戦に先発出場するが、足の肉離れにより数試合で離脱。5月に復帰してからはほぼ全試合に出場し、2年ぶりに規定打席に到達した。同年から1999年まで、4年連続で打率3割以上・得点圏打率.340以上（.368、.368、.358、.343）を記録。
1997年は怪我の影響もあり休養を挟みながらの出場であったため、最終戦の9回終了時点では規定打席にわずかに足らなかったが、延長戦に突入して打席が回ってきたため、ぎりぎりで到達した。
1998年は開幕戦から6日間は1番打者として出場し、それ以降は3番に定着。同年は打撃の調子や足の状態が良好で、毎試合先発出場を続けた。4月に打率.370・5本塁打・16打点を記録して月間MVPを受賞。前半戦を打率.336・14本塁打で折り返し、インタビューでは「怪我をせずにやってこれてるので、それが一番嬉しい」とコメントした。8月には首位打者争いのトップに立ち、5試合連続本塁打を記録。月間成績で打率.368・9本塁打・26打点を残し、一時はリーグの三冠王になる程の活躍で8月の月間MVPを受賞した。9月の巨人戦では東京ドームの看板に直撃する本塁打を放ち、賞金100万円を獲得。同月13日のヤクルト戦で23度目の猛打賞を記録し、それまで与那嶺要が持っていたセ・リーグのシーズン最多記録を46年ぶりに更新した。しかし15日の試合で、走塁時に左ふくらはぎを痛めて立ち上がれなくなり、欠場。残りの試合を棒に振った。127試合出場に終わり、自身が目標にしていた「全試合出場」にはあと一歩及ばなかった。シーズンを通して鈴木尚典・坪井智哉らと首位打者争いを繰り広げ、2厘差の打率.335でリーグ2位に終わるものの、1993年以来となるリーグ最多二塁打・最多塁打を記録。4年ぶりにベストナインに選出された。
同年シーズンの首位打者争いは鈴木（横浜）の打率が.337、前田が.335の状態で残り試合は両チームの直接対決のみとなったが、横浜監督の権藤博は試合前に「広島が前田を出場させるのなら、鈴木を休ませ、前田を全打席敬遠させる」と発言した。これを聞いた前田も「ファンにみっともないものを見せたくない。敬遠されるくらいなら試合に出ない」と出場を拒否し、結果的に両選手が欠場している。

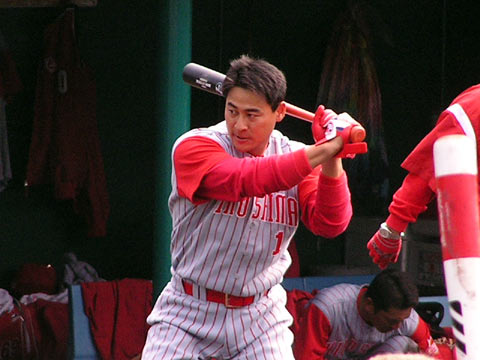
打撃練習をする前田（2004年）

1999年は前年の活躍もあり周囲からも打撃タイトル獲得を期待されてシーズンに突入したが、足の調子が芳しくなく、怪我との兼ね合いで休みがちになる。調子も上向かなかったものの、最終的に打率3割を残した。
2000年はFAで巨人へ移籍した江藤智の穴を埋めるために4番で起用される。同年は序盤から打撃が好調で、4月の月間MVPを受賞するなどハイペースで本塁打を量産していたが、シーズン途中で左アキレス腱の状態が悪化し、不調に陥る。7月27日に腱鞘滑膜切除手術を受け、残りのシーズンはリハビリに努めた。同年にFA権を取得したが、行使はしなかった。
2001年3月に結婚。しかし同年シーズンも足の状態が思わしくなく、公式戦出場は27試合に留まり、0本塁打に終わった。
2002年は開幕から先発出場し、4月5日の広島市民球場での中日戦で、山本昌から約2年ぶりの本塁打を放つ。4月6日の試合中では、前田の走塁に不満を持ったルイス・ロペスにダグアウトで掴みかかられ騒動になった。ロペスはこの事件の翌日から出場選手登録を抹消、10日間の謹慎を科した上で二軍の練習参加も禁じる厳罰を下されており、その後両者の話し合いの場を作られ和解している。4月は5番、5月以降は6番打者として先発出場していたが、8月以降は5番に定着。打率3割を記録し、同年のカムバック賞を受賞した。
2003年では128試合に出場し、21本塁打、71打点と活躍したが8月に打率3割を切ってしまってからは3割に乗せることができず、最終的には打率.290でシーズンを終了した。
2004年は開幕戦の4月2日から4月23日まで19試合連続安打を記録（開幕からの連続試合安打としては球団記録。歴代では4位）。シーズンでは2年ぶりに打率3割に到達した。
2005年は「5番・左翼手」で146試合すべてに先発出場を果たし、打率.319・32本塁打、自己最多の172安打を放った。全試合出場は1993年以来12年ぶりで、三振率.073は自己最高だった。
2006年は新監督のマーティ・レオ・ブラウンから野手のキャプテンに指名される。開幕当初は出塁率の高さを買われて2番打者を務めるが、打撃不振に陥り半月で5番に戻った。5月25日に通算100補殺を達成。8月22日の阪神戦でライト前ヒットを放ち、史上40人目の3000塁打を達成した。134試合に出場してリーグ4位の打率.314でシーズンを終え、通算11度目の3割（歴代5位タイ）を記録した。また規定打席に到達したシーズンの中では自己最高となる得点圏打率.373（リーグ2位）を残した。
2007年9月1日の中日戦（広島市民球場）で、8回裏に久本祐一からライト前2点適時打を放ち、NPB史上36人目となる2000安打を達成。31三振は4年連続のリーグ最少（規定打席到達者中）、三振率.075もリーグ最小だった。一方、怪我が相次いだこともあり、規定打席には最終戦で到達。4年ぶりにシーズン打率3割を切った。同年のオールスターゲームでは第1戦に代打本塁打を放った。
2008年は開幕からしばらくはスタメンで出場していたが、後半は外野手の若手起用、守備と走力重視のチーム編成により先発から外れるようになる。しかし代打では打率.372の成績を残した。最終的に84試合に出場して打率.270、4本塁打に終わった。10月10日に球団と会談を行い、FA権の不行使と2009年シーズンの選手専任での現役続行が決まった。
2009年はキャンプからコンディションが整わず、ブラウン監督の若手重視の起用方針もあり、プロ入り初の一軍試合出場ゼロに終わった。緒方孝市の引退試合では花束を渡し、涙ながらに抱擁をした。
2010年は代打での出場を目指して調整を行い、3月4日のオープン戦で2008年10月以来の対外試合へ出場を果たした。開幕後の3月29日には代打として2年ぶりに公式戦に出場し、無死満塁の場面で犠牲フライを放った。4月11日には横浜スタジアムで2年ぶりの公式戦本塁打を打ち、4月16日にはマツダスタジアムでの中日戦で、浅尾拓也からセンター前へ自身16年ぶりのサヨナラ安打を放った。同サヨナラ安打はマツダスタジアムでの初安打となった。同年シーズンは主に代打で起用され、2割代前半の打率ながらも代打としてはチーム最多の62試合に出場した。故障の不安を抱えたシーズンだったため守備には就かなかったが、指名打者制度を採用したセ・パ交流戦では、指名打者として6試合に先発出場した。同年5月21日の交流戦・対福岡ソフトバンクホークス1回戦（ヤフードーム）では8回表に陽耀勲からシーズン第2号となる2点本塁打を放ったが、これが現役生活最後の本塁打となっている。
2011年も代打専任で過ごしたが、4試合で決勝打を放つなど勝負強さを発揮し、代打の切り札として活躍した。松田元・オーナーからも2012年の現役続行を要請された。
2012年も前年同様に代打の切り札として起用されている。7月1日の対DeNA戦では決勝の適時打を放ち、このプレーが2012年第7回「ジョージア魂」賞に選ばれた。シーズン成績も打率.327、出塁率.408を記録し、昨シーズン以上に代打での勝負強さが発揮された1年となった。この年、金本知憲と石井琢朗が現役引退したため、現役選手では日本プロ野球の通算最多安打記録保持者となった。
2013年、この年は一軍打撃コーチ補佐兼任となる。4月21日の巨人戦（マツダ）で7回二死二・三塁から代打出場しマシソンから同点の2点適時打を放つ。これが2119本目、現役最後の安打となった。4月23日のヤクルト戦（神宮）の8回表に代打で出場した際に江村将也から左手首へ投球を受け途中交代した。この後、前田がマウンドの江村に近寄り、両チームのメンバーが入り乱れ古澤憲司投手コーチが退場になるなど乱闘のようなことが起こる。病院で検査を受け「左尺骨骨折」と診断された。これ以後はシーズン中の戦列復帰目指してリハビリテーションに取り組んでいたが、9月27日にマツダスタジアムで記者会見を行い、同年限りで現役を引退することを発表。10月3日のマツダスタジアムでの中日戦が引退試合となり、8回裏二死に小窪哲也の代打として出場。小熊凌祐が投じた0ボール2ストライクからの3球目の直球を打ち返すが、投ゴロに倒れる。9回表にはそのまま右翼に入り、2009年に開場したマツダスタジアムで初めての守備に就いた。試合後にセレモニーが行われ、挨拶をしている。

### 現役引退後
2013年12月26日、球団主催イベントへの出演や商品開発への助言などを目的に、広島球団とアドバイザー契約を締結した。2014年には、広島市に本社を置く中国新聞の野球評論家や、テレビ朝日（2022年まで）)・広島ホームテレビの野球解説者も務める。
アマチュアゴルファーとしても活動している。2021年6月には中国アマチュア選手権で4位に入り、日本アマチュアゴルフ選手権への出場権を得た。ただし日本アマチュアゴルフ選手権の開催期間中に仕事が入っているため出場は未定と語り、最終的には出場を見送っている。

## 選手としての特徴

### 打撃
“天才”と称される打撃センスを誇る強打者。通算安打の内容の50％が引っ張り方向であり、逆方向は僅か18％とプルヒッターの傾向にある。怪我以前は逆方向にも飛距離を出せていたが、怪我をしたことで右足の抑えが効かなくなりレフト方向へ飛距離を出せなくなったためセンター、ライト方向へ本塁打を打ちにいくようになったと語っている。打撃の柔らかさも特徴で、前田は「タイミングをゆっくり取りたい」「スイングは遅いくらいでちょうどいい」と語っている。広島入団後に川上哲治の助言で、グリップの位置を修正し、トップが浅くコンパクトな打撃フォームを生み出した。前田は「まずミートして、球を確実にとらえることが近道だと思ったから、自然とそうなった」と語っている。
現役晩年は代打の切り札として活躍。
現役時代に苦手としていた投手は山本昌、小林正人など。特に小林は前田自身が交代を申し出るほど苦手としていた。

### 守備・走塁
アキレス腱を故障する以前は俊足・好守を誇り、1991年から1994年にかけて4年連続でゴールデングラブ賞を受賞している。守備位置は1997年まで主に中堅手、翌1998年以降は足の負担軽減のため右翼手に転向。2003年以降は左翼手を守っている。

## 評価
プロ入り1年目、開幕早々のヤクルトスワローズとの公式戦に出場した。当時ヤクルト監督であった野村克也は、前田が自チームのドラフト候補にも上がっていなかったことに対し「なんであの選手がうちのリストにないんだ」とスカウトをきつく叱責した。
前田の広島入団当時に監督を務めていた山本浩二は、「まず何よりユニホームの着こなしが気に入った。こういう選手は成功するんです」「バッティングを見て、もっと驚いた。トップの位置がピタッと決まっていて軸がブレない。フォームも崩れない。相手ピッチャーに関係なく、全て自分のスイングでボールを処理している。だから、打球は詰まってもヒットになる。技術的には何も教えることがなかった。こういう子を天才というんだと思いましたね」と振り返っている。
落合博満は、1999年のインタビューで「今の日本球界に、俺は2人の天才打者がいると思っている。1人がオリックスのイチローで、もう1人が前田なんだ」と語り、「分かりやすくいえば、前田は『鳴かぬなら鳴くまで待とうホトトギス』の家康タイプ。『鳴かぬなら鳴かせてみようホトトギス』の秀吉タイプが、イチローだ。つまり前田は、いかにしてボールを自分のポイントまで呼び込んできて、自分の形で打つかという打撃のお手本。イチローは、そこへボールが来ないなら、自分が体を寄せていってそのポイントで打つという打撃なんだな」、「前田の打撃は、プロ野球50年の歴史の中で、ずっと理想とされてきたフォームといえる。みんながお手本にしていい、生きた教材」と高く評価し、打撃指導の時は「広島の前田を参考にしろ」「真似して良いのは前田だけ」と言うことが多かった。
今中慎二は「僕の中で特別な存在は前田と落合（博満）さんのふたりだけ」「ランナーがいる時の集中力は凄かった。『ヒットなら仕方がない』と諦めにも似た気持ちで投げていました。僕を『コノヤロー！』という気分にさせたのは後にも先にも彼（前田）だけですよ」と語っており、伊藤智仁は「僕が対戦したバッターではナンバーワン。バットコントロールが天才的で全く弱点がなかった」「本気になった前田には、どんなボールも通用しなかった。顔色やしぐさで『こいつ、ヤバイな』と分かるんです。（中略）どのコースも、どんなボールもバットの芯でとらえる技術を持っていました」と述べている。
槙原寛己は前田について、「真ん中のボールは平気で見逃すくせに、難しいボールは確実にヒットにする。乗っている時と乗っていない時とで、あれほど差のあるバッターもいなかった」と評している。また山本昌は前田の現役引退時、「天才とよく言われるが、努力の天才だと思う。鬼のような形相でティー打撃をしていた印象が強い。すごい打者だった」とコメントを寄せた。チームメイトであった緒方孝市は、引退後に「23年間、いろんな選手を見て、 それで言うと自分の中でナンバー1は前田智徳。それこそ武士みたいな表現をよくされるけど、まさにそのとおり。 独特の世界を持ってるし、あれは何か命かけた真剣勝負してますよ。野球じゃない何かに自分の命かけてる感じ」と語っている。
あるオープン戦の対ヤクルト戦で、前田用のワンポイント・リリーフで技巧派の左投手が登板した。バットを1度も振ることなく見逃し三振を喫し、怒ったような表情でベンチに戻ってきた前田に、川口和久が「なんで振らないんだ？」と尋ねたところ、前田は「あんなのは（気のない甘い球を投げるのは）ピッチャーじゃない。バットを振る気にならんのです」と答えたという。川口は「彼らしいな、と思いましたよ。前田には独自の美学があって、『こんなボール、打つに値しない』と思ったんでしょう。彼はホームランを打ってもブスッとしていることがよくあった。『うれしくないの？』と聞くと、『今のはとらえ方がマズかったですね』と言ってうつむいてしまう。『まぁ、いいじゃないか。ホームランなんだから』と慰めると『いや、そういうもんじゃないんです』と、こうですよ。逆に凡打に倒れてもニコニコしている時があった。彼の中では満足できる何かがあったんでしょう」と振り返っている。
松井秀喜は前田のアキレス腱断裂後の1995年、「週刊ベースボール」誌上の「『男』を感じさせる選手は誰か？」という設問に、他の11球団の選手が自球団の選手の名前を挙げる中、「前田さんの背中に『男』を感じます。（中略）打撃が素晴らしいし凄みもある。広角に打てるしチャンスにも強く、いつも打ちそうな雰囲気が漂っている。日本で一番いいバッターかもしれません」と述べた。また、若手時代のイチローは「あの人（前田）のバッティングにはかなわない」と語っている。1994年のオールスター戦では、この年に初出場したイチローはオールスター選出にあたり前田について「真っ先に会いたい」と話し、自らセ・リーグチームのベンチに出向き、初対面の前田に笑顔で握手を求めている。
打撃コーチだった水谷実雄は、前田について「例えば、試合中にピッチャーにやられると、ものすごい悔しい顔をする。悔しくてたまらない顔をする。それで、センターに守りにいく時、時間がかかってしまう」、「ものすごく引きずるタイプ。尾を引く。（気持ちの）切り替えがヘタクソ。だから、やり返そうと練習する。負けることに対する悔しさが、人一倍強い。『守りと打つのは別にしろ』と何度も諭したんよ。ただ前田の気持ちはほんまに、こっちにもようわかるんで、周りから『チンタラしやがって』と言われた時は、その人たちを自分がいなしたり、おさめたりしたこともあった」と語っている。阪神のコーチを務めていた2013年、マツダスタジアムで最後の対戦の時には引退を表明した前田が挨拶にやってきて、水谷が「前田、もう苦しまんでええのぉ」と声をかけたところ、前田は水谷の胸にすがって泣き出したという。
北別府学は前田のことを「職人」と表現している。また前田は若手時代に「ヒットはバットの芯でボールを捉えたものだけを言う」と発言したこともあるなど、オリオンズの打者であった榎本喜八の理想を求める打撃理論と類似点が多く、スポーツジャーナリストの二宮清純は前田へのインタビューのタイトルで「前田智徳に、榎本喜八の幻影を見た」と評している。イチローからは、「僕のことを天才だという人がいますが、本当の天才は前田さんですよ」と評されていた。
一方、2021年5月に古田敦也の公式YouTubeチャンネルで前田本人が語ったところによると「ホームランを狙うというよりはホームランにできる球を狙う」とのこと。プロ野球入り当初は足とミートを活かした短距離打者になるというつもりであったが、パワーが付いていくにつれて特に狙ってもいないのに予想以上に本塁打を打てるようになったためミドルヒッターを目指すようになった。
前田の打撃技術は周囲から高い評価を受けている一方、前田自身が目指すレベルが異常なまでに高く、その一例として高校時代、全体練習後には夜な夜な黙々とティー打撃を続け、思うような打球が飛ばないとスパイクで土を蹴り上げたりバットを叩き付けて怒り出したり、時には頭を抱え込んで悩んだり、といったことを繰り返していた。

## 逸話

### 人物
水谷実雄は前田について「人見知りするタイプやけど、礼儀正しい謙虚な性格。ルーキーの時から観察力がすごいね。人のバッティングを見たり。見る角度のセンスもあった」、「野球に対して真面目なヤツやな。謙虚。謙虚だからひたすら練習する」と述べている。
広島入団後はチームの先輩である西田真二を“師匠”と呼び慕っており、西田と音重鎮と3人で頻繁に食事を共にしていたという。
大の甘党であり、現役時代も独身時代は頓着なく菓子パンやアイスクリームの類を好んで食べていたが、選手生命にかかわる大怪我をしてからはこうした食生活を改め、夫人も杏林予防医学研究所の山田豊文所長の元で栄養学を学び、食から怪我をしやすい体質の改善に取り組んでいた。ただ、以後も完全に甘いものを食べるのを禁止したわけではなくスイーツ好きは公言しており、2012年の交流戦に合わせてマツダスタジアムで発売された球団コラボメニューでは「俺の休日！」と銘打ってフレンチトーストにアイスクリームをトッピングし更にメイプルシロップを掛けた「フレンチ・パフェ」という自身の好みをふんだんに織り込んだスイーツを考案し、現役引退後は広島県を中心に展開するスーパーマーケットイズミのクリスマスケーキの監修に携わるなど、自身の好みを活かした活動も行っている。本人いわく、「球場（マツダスタジアム）のロッカーの冷蔵庫の中に安いの（アイス）がいっぱい入ってるのを見ると幸せを感じる（笑）」という。

### 高校時代
高校3年時の1989年夏、全国高等学校野球選手権熊本大会の決勝（藤崎台県営野球場）で東海大二高と対戦。0-1と熊工が1点リードして迎えた4回表の前田の打席で、東海大二側ベンチは勝負を避けても構わないと指示。投手・中尾篤孝（卒業後協和発酵入り）がそれに従ってボールを2つ先行させた際、前田はバットを持ったままマウンドに歩み寄り「勝負せんかい! ストライク入れんかい!」と怒鳴った。これに中尾が「何やと!」とやり返したため、球審が間に割って入った。プレー再開後、中尾が勝負を挑んだ球をライトスタンドへ打ち込んだ。中尾は後に「今となってはいい思い出です」と語っている。この試合に勝った熊工は甲子園に出場した。
甲子園初戦の日大三島戦で、前田は1回表に適時打を放ったが、攻撃が終わっても「だめです。俺はもうだめです」と頭を抱え込んで泣き崩れ、守備につこうとしなかった。前田は同学年の元木大介を強くライバル視しており、本塁打を連発する元木に負けじと臨んだ初戦で打ち損じたことに納得できなかったという。これ以前にも、練習などで打撃に納得できないと深く考え込んだり、時には当たり散らしたりすることが何度もあった。前田の恩師で野球部長だった田爪正和は、当時について、「まさか、と思いましたよ。こういうことは練習試合でもあったんです。たとえヒットを打っても、それが気にくわない当たりだと、彼はこうなってしまうんです。でも、ここは甲子園ですよ。そんなこと言っている場合じゃない。『頼むから行ってくれ。守備についてくれ』と私は拝み倒しましたよ。審判は『何をやっているんだろう』と思ったんでしょうが、まさかヒットの内容が気にくわんから守りにつかん、とは想像もせんかったでしょう。そんな高校生、甲子園史上ひとりもおらんはずですよ。何とか拝み倒して守備についてくれた時にはホッとしました」と振り返っている。

### プロ野球選手時代
1990年、プロ入り後初の日南の春季キャンプでは打撃マシンを相手に快打を連発。ある日の練習中、達川光男に「打席でどんな球を待っとるんや？」と訊かれ「いや、来た球を打つんですよ」と答え、達川は「凄いな、お前」と感心した。
プロデビューして間もない頃、二宮清純に「理想の打球は?」と尋ねられたところ、「ファウルならあります」と答えた。1992年の二宮のインタビューでは「打席に立つ目的は?」と聞かれて、しばらく考え込んだ後、「理想の打球を打ってみたい、ということかなぁ」と答えた。また、二宮の同インタビュー内で「どんな打球が理想かと問われても、まだよう分からんですけど。イメージとしては頭にあるんです。それを言葉にできれば苦労しないんでしょうけどね。とにかく、（理想の打球への夢は）簡単に諦めたくない。そのこだわりがなくなったら、僕はおしまいでしょう」、「自分を追い詰めるのは恐怖から。今日打てても明日打てると言う保証はない。毎日が怖くてたまらない」、「内容のいいヒット、自分で納得出来るヒットを一本でも多く打ちたい。それしか考えていません」と発言するなど自らの持論を述べた。打撃コーチだった水谷実雄は、1990年代前半に前田について、「彼は自分のためになると思ったら、とことんそれをつきつめて行く力がある。その反面、野球に対する意識がひとつ飛び越えたところにあるだけに、仲間から浮いてしまう危険性がないこともない」と評していた。
北別府学が先発だった試合の1992年9月13日の対巨人24回戦（東京ドーム）、1-0と広島リードで迎えた5回裏二死無走者、川相昌弘の中前への当たりに飛び込んだが後逸、川相はベース一周して1点を得点し同点となる（前田に失策はつかず、川相の記録はランニング本塁打）。前田は8回表一死一塁の場面で石毛博史から決勝打となる右翼席最奥への勝ち越し2ランを放ち、ガッツポーズを見せたあと涙を流しながらダイヤモンドを一周した。試合後のヒーローインタビューは拒否し、無言で球場を後にした。達川光男によると、前田はその後もロッカールームや宿舎に帰るバスの中でもずっとバスタオルを頭にかけたまま項垂れ、誰とも一切喋らなかったという。北別府は後年に「試合後、守備の後逸を猛省していた前田に、私は『気にするな』と声をかけましたが、前田は泣いちゃって、泣いちゃって・・・。大変でした」と述べている。水谷も「1週間はおかしな顔しとった。おかしな顔いうのは、ニコリともせんのや。誰とも口きかん」と回顧し「要するに野球というのはミスの勝負なんやけど、ああいう舞台でミスすることは、彼には許せんこと。人に迷惑をかけるんが大嫌いな男じゃ」と前田の心情を慮った。決勝本塁打について前田は「最悪でも、あれぐらいはやらなきゃ取り返しがつかないと思った」と振り返り、本塁打後の涙については「自分に悔しくて涙が出た。ミスを取り返さなければいけなかった次の打席（6回表一死二塁）で中飛。それに腹が立って泣いたんです。最後に本塁打を打ったところでミスは消えない。あの日、自分は負けたんです」と語っている。
1994年5月18日の対巨人戦（福岡ドーム）で、広島は巨人・槙原寛己にプロ野球史上15人目の完全試合を許し敗れたが、前田はこの試合を怪我で欠場しており「この借りはいつか返す」と誓っていた。そして同年7月9日の同カード（広島市民）で槙原からバックスクリーンへ本塁打を放った。前田は「完全試合以来、槙原さんが出てくると（気持ちが）熱くなった。明らかに普通とは違った緊張感がありました。そうした逆境が僕を燃えさせるんです」と語った。
また、槙原の完全試合について記者からコメントを求められた際には、「槙原さんに言うとってください、『ワシと（前田と同じく怪我で欠場していた）江藤さんのいないカープを抑えて、そんなにうれしいですか』と」と答え、悔しさを滲ませた。
1995年に右足のアキレス腱を完全断裂した後、打撃をはじめ走塁や守備などプレー全般に精彩を欠いたことを嘆き「この足（右足）はもう元通りにはならないだろうし、いっその事、もう片方（左足）も切れて欲しい。そうすれば、身体のバランスが良くなるらしい。それで元に戻るんだったら」と語った。前田は走攻守全てにおいて常に完璧なプレーを目指すのが信条であったが、満足にプレーすることができなくなったのが余りに不本意だったのか、1996年頃（左足手術後の2000年頃とも）からは「俺の野球人生は終わった」「前田智徳という打者はもう死にました」「プレーしているのは僕じゃなく、僕の弟です」「あれは高校生が打っていたんです」などといった発言を繰り返すようになる。また、この頃から打撃成績に関しては具体的な目標を掲げないようになり、理想の打球へのこだわりも薄れ、個人成績の目標として挙げるのは「公式戦全試合出場」だけとなった。
右アキレス腱を断裂した1995年、前田は故郷に行き、高校時代の恩師・田爪を訪ねた。慰めの言葉を口にした田爪に、前田は「先生、足が取りかえられるもんなら、取りかえたいんじゃ・・・」と言った。それまで一度も弱音を吐いたことのなかった教え子の返答に、田爪は言葉を詰まらせたという。
アキレス腱断裂は前田の野球人生にとって大きな転機となり、前田は1996年春のあるインタビューで「怪我する前は“自分がどこまで成長できるか”と考えると、毎日が楽しかった。（野球をやってきて）これまで努力した事はない。普通通りの事をやっていただけ。コーチから新しいことを教わっても、すぐ出来た。神様から与えられた素質、天性だけで野球をやっていたのが（怪我で）全て崩れ、訳が分からなくなってしまったんです」と語っている。また、右アキレス腱には既に前年から不安を抱えており、早く治さなかった事を後悔していたと明かしている。
1998年8月もしくは9月に行われた試合の後、タクシーで球場を出ようとした前田に女性ファンが「前田さん、がんばってください」と声をかけたところ、前田は「お前に言われんでもわかっとるわ」と大声で言い返した。朝日新聞の西村欣也編集委員は、前田の言葉はユーモアにくるんだ言い方ではなくその場の空気が凍りついたとして、「野球選手はバットとボールで話をするという姿勢は彼の魅力のひとつでもある。しかし、それならば沈黙を貫くべきだろう」「ファンに暴言に近い言葉をぶつけてしまうのは、やはりプロフェッショナルとして欠けている部分があるというしかない」と記している。
2000年、江藤智がFAの権利を行使して巨人へ移籍。新4番として迎えた3月31日、開幕戦の対巨人1回戦（東京ドーム）では、2回表に回ってきた初打席で巨人先発上原浩治から先制ソロ本塁打、4回には二塁打、8回にも犠飛を放つなど3得点に絡み、5-4で逃げ切った。前田はヒーローインタビューで開幕4番について「はっきり言って、気持ち的には中途半端で入った。前向きに考えるのが難しかったけれど（監督に）『チームのために頑張ってくれ』と言われた。それがいい結果で出たんでよかった」と話し、さらにチームのムードについて「やっぱり緊張感の中で勝てたのは大きいし、これから頑張っていきたいと思う。みんなで力を合わせて頑張るっていうのがウチの野球なんで」と語った。この「みんなで力を合わせる」という文言は同年シーズン序盤、前田の常套句となった。
通算安打数「1999本」で迎えた2007年9月1日の対中日ドラゴンズ17回戦（広島市民）、前田は4打席凡退していたが6対7とリードを許して迎えた8回裏、広島は代打嶋重宣の3ランで逆転し、その後も攻め立てて二死満塁とし、打者一巡して前田の打席を迎えた。前田は久本祐一の3球目を右前へ運ぶ2点適時打を放ち、プロ通算2000安打に到達した。前田は一塁上で笑顔を見せ、長男・二男から花輪を受け取った。この回広島は一挙8点を奪い、試合は14対7で勝利。試合後、お立ち台に立った前田は（2000本まで残り1本で試合を迎え、どのような気持ちで球場に入ったかという問いに）「自分個人の事でここまで騒がれるのは非常に残念な事。ここまでチームの戦い方を考えると悔しい思いばかりだし、自分が（怪我などで）いいシーズンを送れていないので、責任を感じています」「怪我をして、チームの足を引っ張って来ましたけど・・・。本当にね・・・こんな選手をね、応援して頂いて・・・ありがとうございます」と声を詰まらせた。そして「最高の形で（自分に打順を）回してくれたので、ここで打たなきゃと思った。今日という日は一生忘れないと思います」と語った。その後、記念のボールを手に場内を一周してファンの声援に応え、チーム全員で記念撮影を行った。

## 詳細情報

### 年度別打撃成績
| 年 度      | 球 団      | 試 合 | 打 席 | 打 数 | 得 点 | 安 打 | 二 塁 打 | 三 塁 打 | 本 塁 打 | 塁 打 | 打 点 | 盗 塁 | 盗 塁 死 | 犠 打 | 犠 飛 | 四 球 | 敬 遠 | 死 球 | 三 振 | 併 殺 打 | 打 率 | 出 塁 率 | 長 打 率 | O P S |
| ---------- | ---------- | ----- | ----- | ----- | ----- | ----- | -------- | -------- | -------- | ----- | ----- | ----- | -------- | ----- | ----- | ----- | ----- | ----- | ----- | -------- | ----- | -------- | -------- | ----- |
| 1990       | 広島       | 56    | 45    | 43    | 15    | 11    | 3        | 0        | 0        | 14    | 5     | 4     | 1        | 1     | 0     | 1     | 0     | 0     | 3     | 0        | .256  | .273     | .326     | .598  |
| 1991       | 広島       | 129   | 465   | 395   | 54    | 107   | 21       | 1        | 4        | 142   | 25    | 14    | 10       | 30    | 4     | 31    | 0     | 5     | 57    | 4        | .271  | .329     | .359     | .688  |
| 1992       | 広島       | 130   | 585   | 493   | 82    | 152   | 23       | 3        | 19       | 238   | 89    | 18    | 4        | 30    | 6     | 54    | 3     | 2     | 51    | 7        | .308  | .375     | .483     | .858  |
| 1993       | 広島       | 131   | 568   | 499   | 85    | 158   | 33       | 2        | 27       | 276   | 70    | 10    | 1        | 2     | 3     | 61    | 0     | 3     | 63    | 3        | .317  | .392     | .553     | .945  |
| 1994       | 広島       | 123   | 554   | 492   | 66    | 158   | 26       | 0        | 20       | 244   | 66    | 4     | 3        | 2     | 3     | 57    | 10    | 0     | 56    | 12       | .321  | .389     | .496     | .885  |
| 1995       | 広島       | 25    | 99    | 86    | 15    | 22    | 4        | 1        | 4        | 40    | 11    | 3     | 0        | 0     | 1     | 10    | 0     | 2     | 12    | 1        | .256  | .343     | .465     | .809  |
| 1996       | 広島       | 105   | 435   | 396   | 54    | 124   | 20       | 2        | 19       | 205   | 65    | 0     | 0        | 0     | 3     | 34    | 1     | 2     | 61    | 10       | .313  | .368     | .518     | .885  |
| 1997       | 広島       | 100   | 419   | 382   | 55    | 116   | 23       | 1        | 15       | 186   | 68    | 1     | 0        | 0     | 7     | 28    | 2     | 2     | 35    | 7        | .304  | .348     | .487     | .835  |
| 1998       | 広島       | 127   | 551   | 504   | 71    | 169   | 36       | 0        | 24       | 277   | 80    | 5     | 2        | 0     | 2     | 41    | 1     | 4     | 54    | 8        | .335  | .388     | .550     | .938  |
| 1999       | 広島       | 108   | 428   | 392   | 53    | 118   | 17       | 0        | 12       | 171   | 65    | 1     | 1        | 2     | 5     | 25    | 0     | 4     | 36    | 8        | .301  | .345     | .436     | .781  |
| 2000       | 広島       | 79    | 284   | 262   | 32    | 62    | 14       | 0        | 13       | 115   | 44    | 0     | 0        | 1     | 3     | 18    | 1     | 0     | 39    | 6        | .237  | .283     | .439     | .722  |
| 2001       | 広島       | 27    | 30    | 27    | 1     | 8     | 2        | 0        | 0        | 10    | 7     | 0     | 0        | 0     | 0     | 3     | 2     | 0     | 3     | 2        | .296  | .367     | .370     | .737  |
| 2002       | 広島       | 123   | 462   | 422   | 50    | 130   | 11       | 1        | 20       | 203   | 59    | 0     | 1        | 0     | 2     | 37    | 2     | 1     | 38    | 11       | .308  | .364     | .481     | .845  |
| 2003       | 広島       | 128   | 473   | 427   | 50    | 124   | 14       | 2        | 21       | 205   | 71    | 2     | 2        | 5     | 3     | 35    | 7     | 3     | 45    | 10       | .290  | .346     | .480     | .826  |
| 2004       | 広島       | 121   | 438   | 407   | 45    | 127   | 28       | 1        | 21       | 220   | 70    | 2     | 0        | 1     | 2     | 23    | 0     | 5     | 38    | 8        | .312  | .355     | .541     | .895  |
| 2005       | 広島       | 146   | 590   | 540   | 77    | 172   | 25       | 1        | 32       | 295   | 87    | 1     | 2        | 0     | 0     | 44    | 2     | 6     | 43    | 9        | .319  | .376     | .546     | .923  |
| 2006       | 広島       | 134   | 522   | 472   | 66    | 148   | 22       | 1        | 23       | 241   | 75    | 2     | 3        | 2     | 3     | 40    | 4     | 5     | 42    | 6        | .314  | .371     | .511     | .882  |
| 2007       | 広島       | 124   | 446   | 414   | 41    | 118   | 17       | 0        | 15       | 180   | 71    | 1     | 2        | 0     | 4     | 20    | 2     | 8     | 31    | 12       | .285  | .327     | .435     | .762  |
| 2008       | 広島       | 84    | 186   | 174   | 11    | 47    | 4        | 1        | 4        | 65    | 29    | 0     | 1        | 0     | 2     | 8     | 1     | 2     | 24    | 4        | .270  | .306     | .374     | .680  |
| 2010       | 広島       | 68    | 86    | 77    | 5     | 17    | 3        | 0        | 2        | 26    | 19    | 0     | 0        | 0     | 2     | 6     | 1     | 1     | 19    | 2        | .221  | .279     | .338     | .617  |
| 2011       | 広島       | 52    | 51    | 44    | 0     | 11    | 3        | 0        | 0        | 14    | 13    | 0     | 0        | 0     | 1     | 5     | 0     | 1     | 8     | 2        | .250  | .333     | .318     | .652  |
| 2012       | 広島       | 56    | 56    | 49    | 1     | 16    | 4        | 0        | 0        | 20    | 19    | 0     | 0        | 0     | 2     | 5     | 3     | 0     | 5     | 2        | .327  | .375     | .408     | .783  |
| 2013       | 広島       | 12    | 12    | 11    | 0     | 4     | 0        | 0        | 0        | 4     | 4     | 0     | 0        | 0     | 0     | 0     | 0     | 1     | 2     | 0        | .364  | .417     | .364     | .780  |
| 通算：23年 | 通算：23年 | 2188  | 7785  | 7008  | 929   | 2119  | 353      | 17       | 295      | 3391  | 1112  | 68    | 33       | 76    | 58    | 586   | 42    | 57    | 765   | 134      | .302  | .358     | .484     | .842  |

- 各年度の太字はリーグ最高

### 年度別守備成績
| 年 度 | 球 団 | 外野  | 外野  | 外野  | 外野  | 外野  | 外野     |
| 年 度 | 球 団 | 試 合 | 刺 殺 | 補 殺 | 失 策 | 併 殺 | 守 備 率 |
| ----- | ----- | ----- | ----- | ----- | ----- | ----- | -------- |
| 1990  | 広島  | 44    | 20    | 0     | 1     | 0     | .952     |
| 1991  | 広島  | 126   | 207   | 6     | 3     | 2     | .986     |
| 1992  | 広島  | 130   | 254   | 10    | 5     | 2     | .981     |
| 1993  | 広島  | 128   | 262   | 9     | 2     | 3     | .993     |
| 1994  | 広島  | 123   | 279   | 7     | 2     | 1     | .993     |
| 1995  | 広島  | 24    | 46    | 1     | 0     | 0     | 1.000    |
| 1996  | 広島  | 102   | 160   | 5     | 3     | 2     | .982     |
| 1997  | 広島  | 95    | 181   | 4     | 6     | 0     | .969     |
| 1998  | 広島  | 119   | 211   | 12    | 4     | 2     | .982     |
| 1999  | 広島  | 103   | 155   | 6     | 3     | 0     | .982     |
| 2000  | 広島  | 68    | 115   | 3     | 0     | 2     | 1.000    |
| 2001  | 広島  | 1     | 1     | 0     | 0     | 0     | 1.000    |
| 2002  | 広島  | 115   | 154   | 10    | 2     | 0     | .988     |
| 2003  | 広島  | 119   | 161   | 6     | 3     | 2     | .982     |
| 2004  | 広島  | 110   | 106   | 8     | 2     | 1     | .983     |
| 2005  | 広島  | 144   | 172   | 12    | 0     | 2     | 1.000    |
| 2006  | 広島  | 112   | 141   | 6     | 1     | 0     | .993     |
| 2007  | 広島  | 96    | 147   | 3     | 2     | 1     | .987     |
| 2008  | 広島  | 28    | 38    | 0     | 1     | 0     | .974     |
| 2013  | 広島  | 1     | 0     | 0     | 0     | 0     | .---     |
| 通算  | 通算  | 1788  | 2810  | 108   | 40    | 20    | .986     |

- 各年度の太字はリーグ最高
- 太字年はゴールデングラブ賞受賞

### 表彰
- ベストナイン：4回（1992年 - 1994年、1998年）
- ゴールデングラブ賞：4回（1991年 - 1994年）
- 月間MVP：4回（1992年9月、1998年4月・8月、2000年4月）
- 優秀JCB・MEP賞：3回（1992年、1997年、1998年）
- JA全農Go・Go賞：1回（好捕賞：1994年6月）
- 「ジョージア魂」賞：1回（2012年度第7回）
- カムバック賞：1回（2002年）
- オールスターゲームMVP：1回（2005年第2戦） ※4打数3安打2打点を記録。
- オールスターゲーム優秀選手賞：1回（2007年第1戦） ※代打でオールスター初本塁打を記録。
- セントラル・リーグ・スター大賞：1回（1996年）[注 4]
- セントラル・リーグ特別功労賞（2013年）[57]
- 広島県民栄誉賞（2007年9月12日） ※史上7人目。広島東洋カープの選手としては山本浩二、衣笠祥雄、北別府学、野村謙二郎に次いで5人目。
- 玉名市民栄誉賞（2007年9月28日） ※新設第1号。

### 記録
初記録
- 初出場・初先発出場：1990年6月6日、対ヤクルトスワローズ8回戦（広島市民球場）、「6番・中堅手」として先発出場
- 初打席・初安打・初打点：同上、1回裏に西村龍次から適時二塁打
- 初盗塁：1990年6月21日、対ヤクルトスワローズ11回戦（明治神宮野球場）、7回表に二盗（投手：乱橋幸仁、捕手：古田敦也）
- 初本塁打：1991年4月6日、対ヤクルトスワローズ1回戦（広島市民球場）、1回裏に内藤尚行から右中間へ先頭打者本塁打 ※プロ入り初本塁打をシーズン開幕戦の初回先頭打者本塁打で記録したのは現時点で前田のみ。

節目の記録
- 100本塁打：1997年7月17日、対中日ドラゴンズ17回戦（ナゴヤドーム）、1回表に村田勝喜から右越2ラン ※史上193人目
- 1000安打：1998年8月28日、対横浜ベイスターズ23回戦（横浜スタジアム）、7回表に阿波野秀幸から中堅フェンス直撃2点適時二塁打 ※史上189人目
- 1000試合：1999年7月22日、対阪神タイガース19回戦（阪神甲子園球場）、「3番・右翼手」として先発出場 ※史上353人目
- 150本塁打：2000年4月9日、対阪神タイガース3回戦（広島市民球場）、8回裏にカート・ミラーから右越逆転決勝満塁本塁打 ※史上112人目
- 200本塁打：2004年4月9日、対横浜ベイスターズ1回戦（広島市民球場）、3回裏にピート・ウォーカーから右越ソロ ※史上78人目
- 1500安打：2004年5月8日、対読売ジャイアンツ8回戦（広島市民球場）、5回裏に前田幸長から左中間へ二塁打 ※史上84人目
- 5000打数：2004年6月4日、対中日ドラゴンズ8回戦（ナゴヤドーム）、6回表に朝倉健太から右越ソロを放ち達成
- 1500試合出場：2004年9月10日、対中日ドラゴンズ24回戦（ナゴヤドーム）、「5番・左翼手」として先発出場 ※史上142人目
- 250本塁打：2005年9月28日、対ヤクルトスワローズ20回戦（広島市民球場）、7回裏に吉川昌宏から右越ソロ ※史上47人目
- 300二塁打：2005年10月4日、対読売ジャイアンツ21回戦（東京ドーム）、5回表に野間口貴彦から右翼線二塁打 ※史上44人目
- 3000塁打：2006年8月22日、対阪神タイガース13回戦（広島市民球場）、4回裏に井川慶から右前安打 ※史上40人目
- 1000打点 2007年8月12日、対東京ヤクルトスワローズ17回戦（広島市民球場）、7回裏にセス・グライシンガーから二塁ゴロの間に記録 ※史上31人目
- 2000安打：2007年9月1日、対中日ドラゴンズ17回戦（広島市民球場）、8回裏に久本祐一から右前2点適時打 ※史上36人目
- 2000試合出場：2008年10月7日、対横浜ベイスターズ24回戦（横浜スタジアム）、9回表に倉義和の代打として出場 ※史上41人目
- 350二塁打：2012年4月22日、対中日ドラゴンズ6回戦（MAZDA Zoom-Zoom スタジアム広島）、8回裏に浅尾拓也から右翼線適時二塁打 ※史上33人目

その他の記録
- シーズン打率3割以上：11回（1992年 - 1994年、1996年 - 1999年、2002年、2004年 - 2006年）※歴代5位タイ
- シーズン猛打賞：23回（1998年）※セ・リーグ歴代2位、両リーグ歴代6位タイ

なお、チームの年間試合数が143試合以下のシーズンに限るとセ・リーグ歴代1位、両リーグ歴代2位となる。
- 打率ベストテン入り：10回（1992年 - 1994年、1996年 - 1998年、2002年、2004年 - 2006年）※歴代8位タイ
- 1試合6安打、1997年9月19日、対読売ジャイアンツ戦 ※延長戦での記録
- 1試合6単打、同上 ※NPB史上初[58]
- 5試合連続本塁打（1998年8月6日 - 8月11日）
- 4試合連続本塁打：2回（2005年9月2日 - 9月7日、2006年9月3日 - 9月8日）
- 11試合連続得点（1998年4月25日対中日・ナゴヤドーム - 5月9日対横浜・熊本球場）
- 37試合連続出塁（2002年7月30日対ヤクルト・明治神宮野球場 - 9月13日対中日・広島市民球場）
- 月間安打数（41本・2002年8月、39本・1998年8月）
- 月間打点数（26打点・1998年8月）
- オールスターゲーム出場：7回（1993年、1994年、1996年、1998年、2005年、2007年、2008年）
- 首位打者未獲得での通算打率.3023（5000打数以上での歴代最高）

### 背番号
- 51（1990年 - 1991年）
- 31（1992年 - 1993年）
- 1（1994年 - 2013年）（準永久欠番。次の着用者を選定する時は前田に決定権がある[59]。2019年シーズンから2021年まで鈴木誠也が着用していた）

## 出演

### 解説者
- スーパーベースボール
  - 当初は主に広島東洋カープ主催試合の広島ホームテレビ制作の広島県ローカル放送（『カープ応援中継“勝ちグセ。”』の番組名で放送。『J SPORTS STADIUM』にも同時配信）が中心だったが、テレビ朝日で解説を務めていた稲葉篤紀が野球日本代表（侍ジャパン）の監督に就任した2018年からはテレビ朝日制作の関東ローカル・地上波全国ネット中継やBS朝日とテレビ朝日（阪神戦は朝日放送テレビ、ソフトバンク戦は九州朝日放送も）の共同制作による衛星波向け中継を担当する頻度が増加し、広島ホームテレビのローカル放送は北別府学が単独で担当することが多かった。その後北別府が病気療養のため活動を休止した2020年 - 2022年はローカル中継の担当が増加し（テレビ朝日・BS朝日への出演時のローカル放送は里崎智也・金石昭人・井端弘和・達川光男が担当）、2023年は北別府の病状悪化と逝去もあり、テレビ朝日（BS朝日を含む）が広島ホームテレビと別制作を行う広島対巨人戦を含めて他の解説者（古田敦也・松坂大輔・工藤公康・辻発彦・金村暁・鳥谷敬など）に割り当てる配慮を行い、広島ホームテレビでの活動を中心とさせた。
  - 2014年のオールスターゲーム第1戦では放送席の解説、第2戦ではレポーターとして出演。
- 報道ステーション（随時・プロ野球キャスター）
- ピタニュー（随時・コメンテーター）
- ニッポン放送ショウアップナイター（2014年6月13日のセ・パ交流戦「埼玉西武×広島」4回戦でゲスト解説者として出演。NRN系列全国ネット。広島県では中国放送『RCCカープナイター』で放送された）

### CM
- HIROSHIMA飲酒運転ゼロPROJECT（2014年 - ）
  - 同プロジェクトの応援団長として出演
- 広島マツダ（2014年 - ）
  - 同社のイメージキャラクターとして出演。広島マツダ石内山田店には「前田智徳ミュージアム」がある。